# Armin von Büren
Armin von Büren (* 20. April 1928 in Zürich; † 10. Februar 2018) war ein Schweizer Radrennfahrer.

## Sportliche Laufbahn
Armin von Büren war von 1948 bis 1962 Berufssportler, er hatte erst 1946 mit dem Radsport begonnen und in der Klasse der Anfänger die Meisterschaft von Zürich gewonnen. 1947 gewann er mit dem VC Oerlikon die nationale Meisterschaft im Mannschaftszeitfahren. Als Amateursportler fuhr er auch Strassenrennen, als Profi war er vorrangig im weiteren Bahnradsport. Er bestritt insgesamt 58 Sechstagerennen, von denen er 14 gewann. Sieben Siege errang er gemeinsam mit Hugo Koblet, zwei mit Jean Roth und zwei mit Oscar Plattner. 1953 und 1954 wurde er mit Koblet Europameister im Zweier-Mannschaftsfahren. Zweimal, 1957 und 1959, wurde er Schweizer Meister im Sprint; 1951 und 1953 gewann er die Tour du Lac Léman. Am 16. Dezember 1956 stellte er im Zürcher Hallenstadion einen neuen Rekord über den Kilometer bei fliegendem Start auf (1:01:60 min).
1960 stürzte Armin von Büren schwer während des Zürcher Sechstagerennens. Wegen der Folgen des Sturzes musste er 1963 seine aktive Radsport-Laufbahn beenden.

## Berufliches
Armin von Büren absolvierte eine Ausbildung zum Verwaltungsangestellten. 1963 und 1964 war er Nationaltrainer der Bahnfahrer der Schweiz.

## Familiäres
Auch zwei Brüder von Armin von Büren, Emil und Oskar, waren erfolgreiche Radrennfahrer.